# Йоджана
Йоджана — базовая мера длины в ведийской литературе и Древней Индии. Используется в современном индуизме. Её величина в современных единицах, по данным разных источников, составляет 8-13 км.
Согласно древнеиндийским астрономическим трактатам йоджана отражает взаимоотношения астрономического движения небесных светил и Земли.
Также йоджану использовали в качестве меры длины в строительстве городов и при конном переходе запряжённой лошади.
Соответствие йоджаны современным мерам длины вычислял сотрудник Института Бхактиведанты, доктор математики Ричард Л. Томпсон.